# Åsbölesjön
Åsbölesjön är en sjö i Nordanstigs kommun i Hälsingland och ingår i Gnarpsån-Harmångersåns kustområde. Sjön är 4 meter djup, har en yta på 0,355 kvadratkilometer och befinner sig 26,9 meter över havet.

## Delavrinningsområde
Åsbölesjön ingår i det delavrinningsområde (686710-157950) som SMHI kallar för Rinner mot N M Bottenhavets kustvatten. Medelhöjden är 22 meter över havet och ytan är 9,85 kvadratkilometer. Det finns inga avrinningsområden uppströms utan avrinningsområdet är högsta punkten. Avrinningsområdets utflöde mynnar i havet, utan att ha någon enskild mynningsplats. Avrinningsområdet består mestadels av skog (77 procent). Avrinningsområdet har 0,36 kvadratkilometer vattenytor vilket ger det en sjöprocent på 3,6 procent. Bebyggelsen i området täcker en yta av 0,9 kvadratkilometer eller 9 procent av avrinningsområdet.